# تكية كلباسي
تكية كلباسي (بالفارسية: تکیه کلباسی) هي تكية شيعية تاريخية تعود إلى القاجاريين، وتقع في أصفهان.